# Teómaco
Teómaco es un término usado para referirse a un individuo que se resiste a Dios  o a la voluntad divina. El término proviene de las palabras griegas theos, que significa Dios y machē, que significa batalla. Karl Marx fue considerado por muchos como un teómaco. Los ateos que establecieron el Culto de la Razón en la Francia Revolucionaria también han sido descritos con este término.